# Índex de reproducció cromàtica

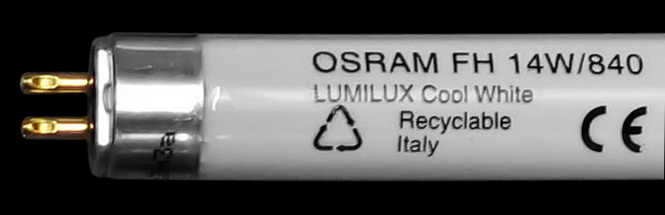
Tub fluorescent amb una marca 840, que indica un IRC de 80 a 89 i una temperatura de color de 4000 K (Blanc natural).

L'índex de reproducció cromàtica (IRC; en anglès CRI, Color Rendering Index) és una mesura de la capacitat que una font lluminosa té per reproduir fidelment els colors de diversos objectes en comparació amb una font de llum natural o ideal. Els llums amb un IRC elevat són necessàries en aplicacions on són importants els colors, com ara per exemple la fotografia i el cinema i totes les aplicacions òptiques on la qualitat de la llum incideix en la percepció de l'objecte des de l'observació microscòpica a la il·luminació d'obres d'art, espectacles i també mostradors comercials. Es defineix per la Comissió Internacional de la Il·luminació com:
| « | Efecte d'una il·luminació sobre la percepció del color dels objectes, de forma conscient o subconscient, en comparació amb la seva percepció del color sota una il·luminació de referència. | » |

Llista de colors per a calcular l'IRC :
L'índex IRC es calcula fent la mitjana dels índexs R1 a R8. Els altres índex (R9 a R15) no s'empren però també ens indiquen la qualitat de la llum.
| Índex Ri | Color                  |
| -------- | ---------------------- |
| R1       | Vermell-verd clar      |
| R2       | Groc-gris fosc         |
| R3       | Verd-groc fort         |
| R4       | Verd-groc mig          |
| R5       | Verd-blau clar         |
| R6       | Blau clar              |
| R7       | Violeta clar           |
| R8       | Porpra-vermell clar    |
| R9       | Vermell fort           |
| R10      | Groc fort              |
| R11      | Verd fort              |
| R12      | Blau fort              |
| R13      | Rosa-groc clar         |
| R14      | Verd oliva mig         |
| R15      | Color de pell asiàtica |

L'índex de reproducció cromàtica, juntament amb la temperatura de color, són els dos factors que permeten definir una font lluminosa. En la taula següent s'indiquen els valors d'IRC tipics segons el tipus de font lluminosa o llum:
| Tipus de llum                | IRC   |
| ---------------------------- | ----- |
| Llum incandescent            | 100   |
| Làmpada halògena             | 100   |
| Làmpada LED                  | 0-99  |
| Làmpada fluorescent compacta | 15-85 |
| Llum d'halur metàl·lic       | 65-93 |
| Llum d'inducció              | 79    |
| Sodi Alta Pressió            | 0-70  |
| Sodi baixa pressió           | 0     |